# Salganea shelfordi
Salganea shelfordi är en kackerlacksart som beskrevs av Hanitsch 1939. Salganea shelfordi ingår i släktet Salganea och familjen jättekackerlackor.
Artens utbredningsområde är Singapore. Inga underarter finns listade i Catalogue of Life.